# Trúc Nam

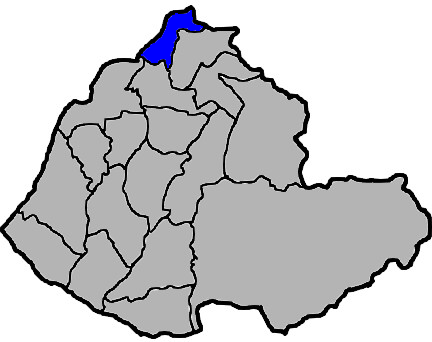
Vị trí tại Miêu Lật

Trúc Nam (tiếng Trung: 竹南鎮; bính âm: Zhúnán Zhèn, Pe̍h-ōe-jī: Tek-lâm-tìn) là một trấn của huyện Miêu Lật, tỉnh Đài Loan, Trung Hoa Dân Quốc (Đài Loan). Đại hình của trấn bao gồm khu vực đồi núi và một vùng đồng bằng nhỏ dọc theo sông Trung Cảng. Trúc Nam và Đầu Phần có khu vực đô thị liền kề với nhau và có thể coi là hai đô thị song sinh. Trấn có diện tích 37,5592 km², dân số vào tháng 8 năm 2011 là 79.192 người thuộc 24.584 hộ gia đình, mật độ cư trú đạt 2108,5 người/km².